# Blood Money (album Toma Waitsa)
Blood Money – trzynasty album amerykańskiego muzyka Toma Waitsa, wydany 4 maja 2002 roku przez wytwórnię ANTI-. Na albumie znalazły się piosenki, które miały być elementem inscenizacji Woyzecka Georga Büchnera w reżyserii Roberta Wilsona. Równocześnie z Blood Money  wydano płytę Alice.
Utwór „God's Away on Business” wykorzystano w filmie Enron: The Smartest Guys in the Room (2005).

## Lista utworów
Wszystkie utwory napisali Tom Waits i Kathleen Brennan. 
1. „Misery Is the River of the World” – 4:25
2. „Everything Goes to Hell” – 3:45
3. „Coney Island Baby”– 4:02
4. „All the World Is Green” – 4:36
5. „God's Away on Business” – 2:59
6. „Another Man's Vine” – 2:28
7. „Knife Chase” – 2:26 (instrumentinė)
8. „Lullaby” – 2:09
9. „Starving in the Belly of a Whale” – 3:41
10. „The Part You Throw Away” – 4:22
11. „Woe” – 1:20
12. „Calliope” – 1:59 (instrumentinė)
13. „A Good Man Is Hard to Find” – 3:57